# Nepenthes aristolochioides
Nepenthes aristolochioides is een vleesetende bekerplant uit de familie Nepenthaceae. De soort is endemisch op Sumatra, waar hij groeit op hoogtes tussen de 1800 en 2500 meter boven zeeniveau.
De vangbekers lijken qua vorm en tekening op de bloeiwijzen van soorten uit het geslacht Aristolochia. Hieraan dankt de bekerplant de soortaanduiding aristolochioides. Het achtervoegsel -oides is Latijn voor 'gelijkend'.

## Ontdekkingsgeschiedenis
Nepenthes aristolochioides werd op 5 augustus voor het eerst verzameld door de Nederlandse botanicus Willem Meijer. Het holotype, Meijer 6542 genaamd, is afkomstig van de berg Tujuh in het nationaal park Kerinci Seblat, op een hoogte van 2000 meter boven zeeniveau. Het bevindt zich momenteel in het Nationaal Herbarium Nederland in Leiden. Een ander specimen bevindt zich in het herbarium van Kebun Raya Bogor op Java.
De plant werd ruim dertig jaar over het hoofd gezien. In 1988 herontdekte de botanicus Joachim Nerz de plant tijdens een bezoek aan het herbarium van de Universiteit Leiden. De naam Nepenthes aristolochioides werd reeds in 1994 voor de plant gebruikt. De vreemde vorm van de vangbeker werd aanvankelijk gekweten aan de slechte conditie van de specimina. In de zomer van 1996 ontmoette Nerz de ontdekker Willem Meijer. Deze liet hem een foto zien die hij had gemaakt van een levend exemplaar op Tujuh. Hierop organiseerde Nerz een veldonderzoek naar Sumatra en vond in juni van dat jaar wilde exemplaren van N. aristolochioides. Matthew Jebb and Martin Cheek maakten in mei 1997 de eerste formele beschrijving in hun monografie A skeletal revision of Nepenthes (Nepenthaceae).

## Beschrijving
Nepenthes aristolochioides is een klimplant. De stengel is soms vertakt en kan een lengte van acht meter bereiken en een doorsnede van vijf millimeter. De internodiën hebben een maximale lengte van vijftien centimeter. De meeste delen van de plant zijn gelig groen en onbehaard. Alleen de bladeren en de vangbekers zijn soms spaarzaam bedekt met korte, witte tot zilvere haartjes. Er is weinig variatie tussen de natuurlijke populaties en er zijn geen variëteiten of andere infraspecifieke taxa beschreven.

### Bladeren
De bladeren zijn lancet- of spatelvormig en zijn tot wel twintig centimeter lang en vijf centimeter breed. Bladeren op korte stengels hebben ronde oortjes, welke ontbreken bij klimmende planten. De centrale bladnerf telt twee tot vijf paar zijnerven. De rank aan het einde van de centrale nerf kan een lengte van vijftien centimeter bereiken.
|                                                                           |  |  |
| Een scheut met jonge vangbeker op een klimplant (links) en een onderbeker |  |  |

### Vangbekers
De vangbekers van Nepenthes aristolochioides hebben een voor een Nepenthes-plant ongewone morfologie. De bekeropening is namelijk zeer stijl, soms bijna verticaal. Er bestaan relatief weinig uiterlijke verschillen tussen de onder- en bovenbekers. Ze zijn wit tot rood met een groot aantal roodbruine of paarse spikkels. Het donkerrode of paarse peristoom (bekerrand) is geheel verborgen in de binnenzijde van de vangbeker. Het operculum (deksel) is hartvormig of ovaal en heeft een diameter van maximaal 15 millimeter. Aan de donkerrode of paarse onderzijde bevinden zich relatief grote nectarklieren. De bovenzijde van het operculum heeft hetzelfde kleurpatroon als de rest van de bekerbuitenzijde. De binnenzijde van de beker is wit tot lichtgeel. Een groot deel van het oppervlak is bedekt met enzymklieren. In tegenstelling tot de meeste Nepenthes-soorten heeft de vangbeker geen wasachtige zone in het bovenste gedeelte van de binnenzijde.

#### Onderbekers
Onderbekers worden alleen bij jonge planten geproduceerd en aan zijscheuten op de stengel. Twee derde van de plant is trechtervormig en de bovenzijde is bolvormig. Ze kunnen zeven centimeter hoog en drie centimeter breed worden. Over de lengte van de voorzijde lopen twee kamvormige vleugels. Het naar binnen gebogen peristoom is maximaal twintig millimeter breed en bedekt met ribbels met een onderlinge tussenruimte van 0,5 millimeter.

#### Bovenbekers

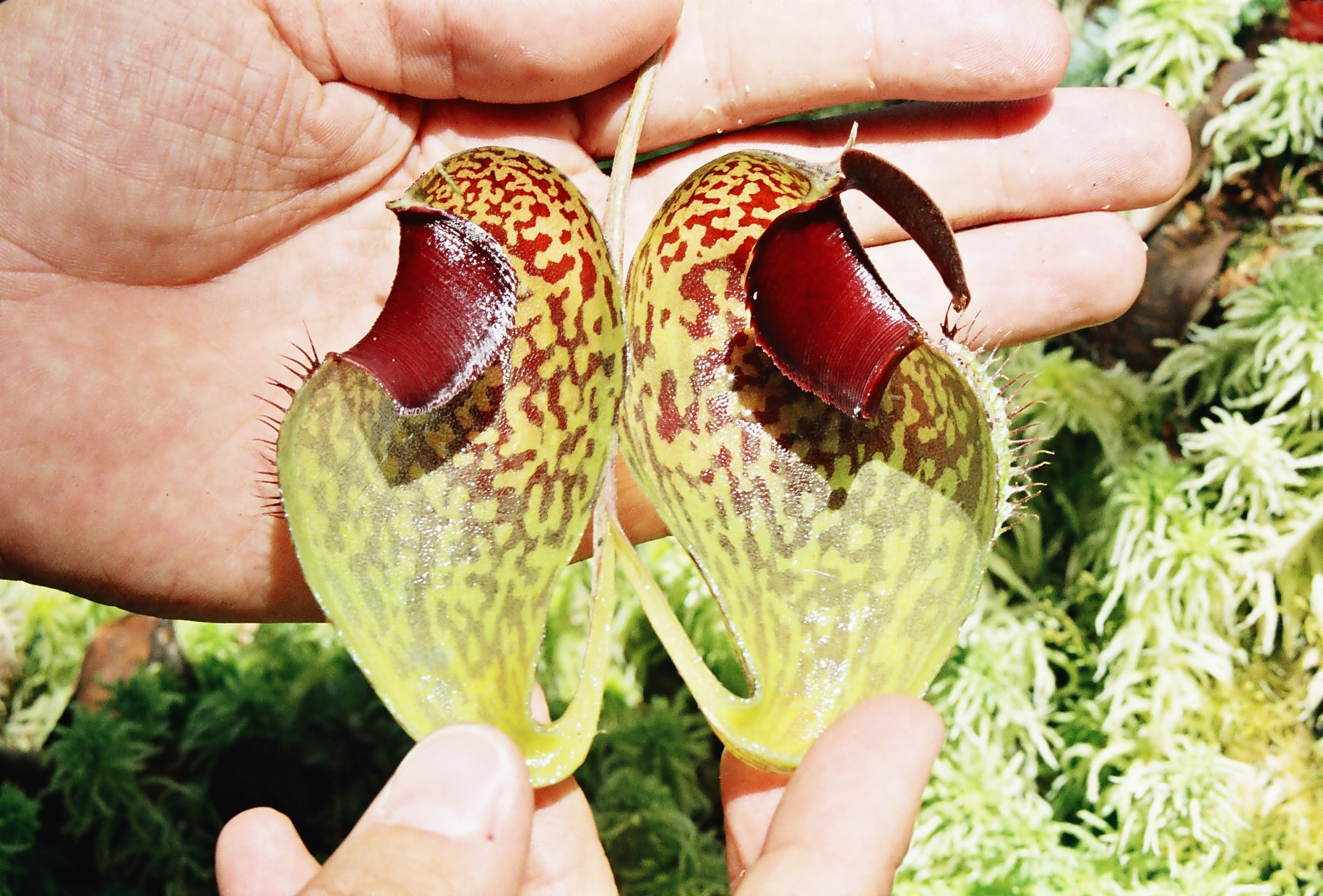
Dwarsdoorsnede van een bovenbeker, met een duidelijk zichtbaar naar binnen gebogen peristoom en een opvallende klierzone

Bovenbekers zijn trechtervormig aan de onderste helft en bolvormig daarboven. Ze zijn groter dan onderbekers en kunnen tot vijftien centimeter hoog en acht centimeter breed worden. Ze dragen gewoonlijk twee ribbels in plaats van vleugels aan de voorzijde. De bekeringang staat gewoonlijk nog verticaler dan bij de onderbekers. Het peristoom is maximaal twintig centimeter breed en heeft ribbels van 0,8 millimeter hoog met een onderlinge tussenruimte van 0,8 millimeter. Het ovale operculum is gewoonlijk horizontaal boven de ingang gesitueerd.

### Bloeiwijze
Nepenthes aristolochioides heeft een trosvormige bloeiwijze van maximaal dertig centimeter lang. De ovale bloemdekbladen zijn tot vier millimeter lang. De vruchten zijn twintig bij veertig millimeter en bevatten draadvormige zaden.

## Verspreiding en leefgebied

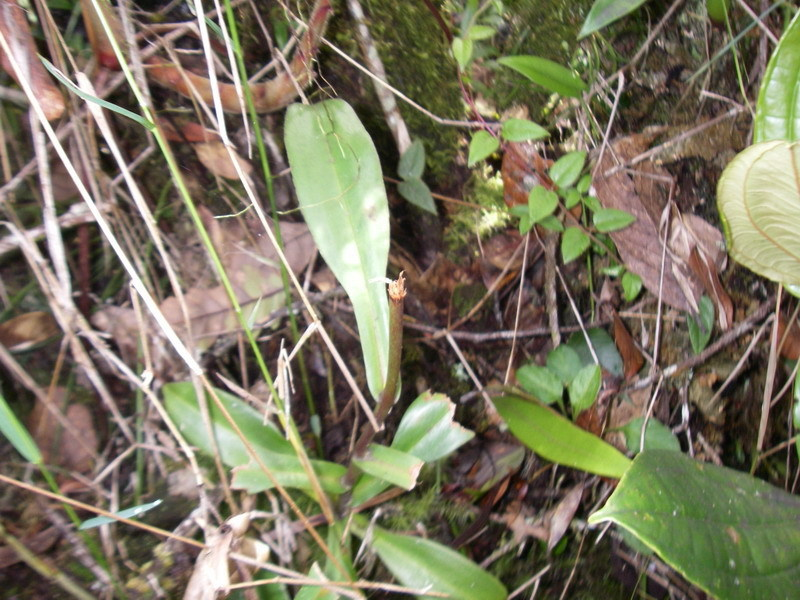
Een vernielde stengel van N.. aristolochioides: Het resultaat van plantenstroperij in het nationaal park Kerinci Seblat

Nepenthes aristolochioides is endemisch op Sumatra en is alleen bekend van drie locaties in het nationaal park Kerinci Seblat. De plant is aangetroffen in nevelwouden in de buurt van bergruggen, op hoogtes tussen de 1800 en 2500 meter boven zeeniveau. Hij groeit meestal op de grond, maar komt ook als epifyt voor op bemoste boomstammen. Op de berg Tujuh is N. aristolochioides bijna verdwenen door toedoen van verzamelaars. Op de twee overige bergtoppen komen slechts enkele tientallen exemplaren voor. De soort is daarom geklasseerd als 'kritiek' (CR of Critically Endangered) op de Rode Lijst van de IUCN.
Nepenthes aristolochioides is sympatrisch met N. gymnamphora en N. singalana. Er is één natuurlijke hybride met N. singalana beschreven. Deze is aangetroffen in dichte nevelwouden op twee bergrichels van de berg Tujuh. Hiervan komt op een van de richels N. aristolochioides zelf niet meer voor. De hybride is zeldzaam en men vermoedt daarom dat de twee soorten op verschillende tijdstippen in bloei staan. De hybride is een kleinere plant dan beide oudersoorten en de vangbekers worden zelden groter dan vijf centimeter. Vangbekers van de hybride hebben een smaller peristoom en een schuiner geplaatste bekeringang dan Nepenthes aristolochioides. De onderbekers lijken op die van N. talangensis, maar hebben duidelijkere tanden aan de binnenzijde van het peristoom.

## Leefwijze
In tegenstelling tot vrijwel alle andere Nepenthes-soorten bevatten de vangbekers van Nepenthes aristolochioides voor zover bekend geen infaunale organismen. Men vermoedt dat infaunale soorten de bekers vermijden omdat de locatie van de ingang en de vorm van het peristoom desoriënterend werkt op de ontwikkelde uitvliegende insecten.
Er zijn meerdere vangmechanismen beschreven. De onderbekers zijn vaak geheel verzonken in het veenmos, waardoor alleen de top van de beker zichtbaar is. Potentiële prooidieren vallen zo makkelijk in de beker en verdrinken in de enzymenrijke vloeistof.
Samen met N. klossii is Nepenthes aristolochioides de enige soort van het geslacht Nepenthes die doorzichtige vlekken op de bovenzijde heeft, waardoor de binnenzijde volop door het zonlicht wordt beschenen. Hierdoor trekt de beker kleine tweevleugeligen aan en andere insecten die worden aangetrokken door licht. Eenmaal binnen slagen de dieren er niet in om de uitgang te vinden en vallen meestal uiteindelijk in de bekervloeistof.
Nepenthes aristolochioides produceert extreem dikke, slijmerige bekervloeistof. Deze bedekt de gehele binnenzijde van de beker met een dunne laag slijm en vangt als een vliegenstrip insecten die boven het vloeistofoppervlak vliegen. Een vergelijkbare vloeistof is ook aangetroffen in de verwante Sumatraanse soorten N. dubia, N. flava, N. inermis, N. jacquelineae, N. jamban, N. talangensis en N. tenuis.
... · 
N. alata · 
N. albomarginata · 
N. ampullaria · 
N. argentii · 
N. aristolochioides · 
N. attenboroughii · 
N. bicalcarata · 
N. bokorensis · 
N. bongso · 
N. boschiana · 
N. burkei · 
N. campanulata · 
N. chaniana · 
N. danseri · 
N. deaniana · 
N. densiflora · 
N. diatas · 
N. distillatoria · 
N. edwardsiana · 
N. ephippiata · 
N. gracilis · 
N. gymnamphora · 
N. hirsuta · 
N. inermis · 
N. insignis · 
N. jamban · 
N. khasiana · 
N. lamii · 
N. leyte · 
N. lingulata · 
N. lowii · 
N. macfarlanei · 
N. macrophylla · 
N. madagascariensis · 
N. masoalensis · 
N. maxima · 
N. mirabilis · 
N. monticola · 
N. northiana · 
N. ovata · 
N. peltata · 
N. pervillei · 
N. pitopangii · 
N. rafflesiana · 
N. rajah ·
N. rhombicaulis · 
N. rosea ·
N. sanguinea · 
N. sibuyanensis · 
N. spathulata · 
N. tenax · 
N. tenuis · 
N. veitchii ·
N. ventricosa ·
N. vieillardii ·
N. villosa · 
...